# Azzo del Bosco
Azzo del Bosco, detto 'Azzone' (XI secolo – 1135), è stato un nobile e vescovo cattolico italiano appartenente alla stirpe franca degli Aleramici; fu vescovo di Acqui e Vercelli, noto per l'espansione territoriale della diocesi di Acqui, la legazione pontificia presso l'imperatore Enrico V in preparazione al Concordato di Worms, e il ruolo che ebbe nell'espansione dell'ordine cistercense in Italia.

## Biografia

### Origine
Nacque alla seconda metà del XI secolo dal marchese Ugo del Bosco e da Agnese d'Este, figlia o abiatica di Alberto Azzo II. I fratelli Anselmo IV del Bosco (fondatore dell'abbazia di Tiglieto), Guelfo d'Albisola, ed Aleramo II di Ponzone, condividevano la così detta marca o marchesato del Bosco, una delle tre principali frazioni della Marca Aleramica, in stretta alleanza con i cugini primi della consorteria del Vasto.

### Vescovo d'Acqui
È stato canonico regolare dell'ordine di Sant'Agostino all'abbazia di San Pietro e San Paolo di Ferrania, fondata nel 1097 per volere dal marchese Bonifacio del Vasto, suo cugino primo, e del figlio Enrico I del Carretto. Nell'aprile di 1098 era già vescovo d'Acqui.
Nel 1103 intervenne a favore del arcivescovo di Milano Pietro Grossolano (suo precedente superiore all'abbazia di Ferrania), accusato di simonia dal prete Liprando. Nel 1112 si fece sostenitore della validità del Iuramentum Sutrinum imposto al papa Pasquale II dall’imperatore Enrico V, e redatta una lettera a l'imperatore per persuaderlo di ascendere in Italia rassicurandolo che molti sarebbero intervenuti in suo aiuto. Nel 1116 ottenne un diploma dal stesso imperatore, in cui viene concesso per la prima volta tutto il paese situato fra il Tanaro e la Bormida alla diocesi di Acqui.
Nel 1119 partecipò al sinodo convocato da Giordano da Clivio, arcivescovo di Milano, che in quell'anno accompagnò a Tortona per rendere omaggio al nuovo papa Callisto II.

### Legato pontificio presso Enrico V
Nel 1122 venne eletto da Callisto II suo legato pontificio presso l'imperatore Enrico V in preparazione al Concordato di Worms. La lettera di presentazione al imperatore, ancora esistente, lo presenta come consanguineo sia del papa che dell'imperatore ("Azzonem, episcopum Acquensem, utriusque, consanguineum, mittit, ut rex"). In seguito fu raccomandato al conde Ottone IV di Wittelsbach incaricato dal papa di somministrare ciò che sarebbe stato necessario al “carissimum fratrem et consanguineum nostrum Azonem, Aquensem Episcopum”.

### Concilio di Pavia
Nel 1129 partecipò al Concilio di Pavia, dove fu scomunicato il nuovo imperatore Lotario III.

### Vescovo-conte di Vercelli
Sulla nomina di Azzone a vescovo di Vercelli le fonti sono discordanti. Giuseppe Cappelletti, e con lui Gams, non è affatto chiaro in proposito: infatti, quando parla di Vercelli, lo dice trasferito ad Acqui nel 1135, mentre parlando di Acqui, lo dice trasferito a Vercelli nel 1135. Secondo Fedele Savio, Azzone non fu mai vescovo di Vercelli e la prima menzione di Gisolfo II è del 9 marzo 1135. Oliviero Iozzi lo indica trasferito a Vercelli nel 1135, e che «rese l'anima al suo Creatore nell'anno 1135 circa». Enrico Ivaldi e Andrea Repetto lo vogliono sulla cattedra di Vercelli sul finire del 1132 o all'inizio del 1133, cattedra che resse per circa un biennio fino alla sua morte, avvenuta agli inizi del 1135.
Ancora Oliviero Iozzi cita un'iscrizione che lo ricorda:
(Cfr. Oliviero Iozzi, p. 112)

## Ascendenza
|                        |                          |                          | Genitori              |  |  | Nonni |  |  | Bisnonni            |  |  | Trisnonni              |  |
|                        |                          |                          |                       |  |  |       |  |  | Anselmo I di Savona |  |  | Aleramo del Monferrato |  |
|                        |                          |                          |                       |  |  |       |  |  | Anselmo I di Savona |  |  | Aleramo del Monferrato |  |
|                        |                          | N.N.                     |                       |  |  |       |  |  | Anselmo I di Savona |  |  |                        |  |
| Anselmo II di Savona   |                          |                          |                       |  |  |       |  |  | Anselmo I di Savona |  |  |                        |  |
|                        |                          | Gisla di Milano          | Adalberto I di Milano |  |  |       |  |  |                     |  |  |                        |  |
|                        |                          | Gisla di Milano          | Adalberto I di Milano |  |  |       |  |  |                     |  |  |                        |  |
|                        |                          | Gisla di Milano          | N.N.                  |  |  |       |  |  |                     |  |  |                        |  |
| Ugo del Bosco          |                          | Gisla di Milano          |                       |  |  |       |  |  |                     |  |  |                        |  |
|                        |                          | Alberto Azzo I di Milano | Oberto II di Milano   |  |  |       |  |  |                     |  |  |                        |  |
|                        |                          | Alberto Azzo I di Milano | Oberto II di Milano   |  |  |       |  |  |                     |  |  |                        |  |
|                        |                          | Alberto Azzo I di Milano | Railenda              |  |  |       |  |  |                     |  |  |                        |  |
| Adelasia di Milano     |                          | Alberto Azzo I di Milano |                       |  |  |       |  |  |                     |  |  |                        |  |
|                        |                          | Adelaide di Sabbioneta   | Bosone di Sabbioneta  |  |  |       |  |  |                     |  |  |                        |  |
|                        |                          | Adelaide di Sabbioneta   | Bosone di Sabbioneta  |  |  |       |  |  |                     |  |  |                        |  |
|                        |                          | Adelaide di Sabbioneta   | N.N.                  |  |  |       |  |  |                     |  |  |                        |  |
| Azzo                   |                          | Adelaide di Sabbioneta   |                       |  |  |       |  |  |                     |  |  |                        |  |
|                        | Alberto Azzo I di Milano | Oberto II di Milano      |                       |  |  |       |  |  |                     |  |  |                        |  |
|                        | Alberto Azzo I di Milano | Oberto II di Milano      |                       |  |  |       |  |  |                     |  |  |                        |  |
|                        | Alberto Azzo I di Milano | Railenda                 |                       |  |  |       |  |  |                     |  |  |                        |  |
| Alberto Azzo II d'Este | Alberto Azzo I di Milano |                          |                       |  |  |       |  |  |                     |  |  |                        |  |
|                        |                          | Adelaide di Sabbioneta   | Bosone di Sabbioneta  |  |  |       |  |  |                     |  |  |                        |  |
|                        |                          | Adelaide di Sabbioneta   | Bosone di Sabbioneta  |  |  |       |  |  |                     |  |  |                        |  |
|                        |                          | Adelaide di Sabbioneta   | N.N.                  |  |  |       |  |  |                     |  |  |                        |  |
| Agnese d'Este          |                          | Adelaide di Sabbioneta   |                       |  |  |       |  |  |                     |  |  |                        |  |
|                        |                          | N.N.                     | N.N.                  |  |  |       |  |  |                     |  |  |                        |  |
|                        |                          | N.N.                     | N.N.                  |  |  |       |  |  |                     |  |  |                        |  |
|                        |                          | N.N.                     | N.N.                  |  |  |       |  |  |                     |  |  |                        |  |
| N.N.                   |                          | N.N.                     |                       |  |  |       |  |  |                     |  |  |                        |  |
|                        |                          | N.N.                     | N.N.                  |  |  |       |  |  |                     |  |  |                        |  |
|                        |                          | N.N.                     | N.N.                  |  |  |       |  |  |                     |  |  |                        |  |
|                        |                          | N.N.                     | N.N.                  |  |  |       |  |  |                     |  |  |                        |  |
|                        |                          | N.N.                     |                       |  |  |       |  |  |                     |  |  |                        |  |